# Russian Ark
Arca Russa (Russo: Русский ковчег, Russkij Kovcheg) é um drama histórico experimental de 2002 dirigido por Alexander Sokurov. Em Arca Russa um narrador sem nome vagueia pelo Palácio de Inverno em São Petersburgo e sugere que ele morreu em um acidente horrível e é um fantasma vagando pelo palácio. 
Em cada sala, ele encontra personagens históricos e fictícios de vários períodos dos 300 anos de história da antiga capital russa. O narrador está acompanhado por um "europeu",  o Marquês de Custine, um viajante francês do século XIX. O filme foi inteiramente gravado no Palácio de Inverno do Museu Hermitage em 23 de dezembro de 2001, em uma única tomada de 96 minutos, usando o estabilizador de câmera Steadicam. 
A Arca Russa usa extensivamente a convenção dramática da quarta parede, mas ela é repetidamente quebrada e reerguida. Às vezes o narrador e o acompanhante interagem com os demais atores, mas outras vezes passam despercebidos. O filme foi inscrito no Festival de Cinema de Cannes de 2002. 
1. ↑  «Russian Ark». Wikipedia (em inglês). 1 de dezembro de 2021. Consultado em 14 de dezembro de 2021